# Ville Laihiala
Ville Laihiala, (Oulu, Finlandia, 13 de junio de 1973) es el actual vocalista y guitarrista de la banda de heavy metal S-TOOL. También fue el vocalista de Sentenced desde 1996 (cuando se sustituye su antiguo bajista y vocalista Taneli Jarva) hasta que el grupo terminó su carrera en el 2005. Al unirse Sentenced fue pronto aceptado por los fanáticos. Él escribió sólo muy pocas canciones de Sentenced (la mayoría las escribían Miika Tenkula y Sami Lopakka). Al separarse Sentenced siguió como guitarrista y cantante en Poisonblack hasta 2015 cuando se disolvió, y desde 2015 hasta la actualidad sigue desempeñándose en lo mismo con su nueva banda      de heavy metal, S-TOOL.

## Discografía
Con Sentenced:
- Sentenced: Down (1996)
- Sentenced: Frozen (1998)
- Sentenced: Crimson (2000)
- Sentenced: The Cold White Light (2002)
- Sentenced: The Funeral Album (2005)
- Sentenced: Buried Alive (2006)

Con Poisonblack:
- Poisonblack: Escapexstacy (2003)
- Poisonblack: Lust Stained Despair (2006)
- Poisonblack: "A Dead Heavy Day" (1° septiembre de 2008)
- Poisonblack: "Of Rust And Bones" (2010)
- Poisonblack: Drive (2011)
- Lyijy (2013)

Con S-TOOL:
- Tolerance 0 (2017)

- Datos: Q2337669
- Multimedia: Ville Laihiala / Q2337669